# Sottevast
Sottevast ist eine französische Stadt mit 1.455 Einwohnern (Stand: 1. Januar 2022) im Département Manche in der Region Normandie. Die Gemeinde gehört zum Arrondissement Cherbourg und zum Kanton Bricquebec-en-Cotentin. Die Einwohner nennen sich Sottevastais.

## Geografische Lage
Sottevast befindet sich etwa 14 Kilometer südsüdöstlich von Cherbourg-Octeville am Douve im Zentrum der Halbinsel Cotentin. Umgeben wird Sottevast von den Nachbargemeinden Brix im Norden und Osten, Négreville im Südosten, Rocheville und Saint-Martin-le-Hébert im Süden, Bricquebec im Südwesten sowie Rauville-la-Bigot im Westen und Nordwesten.
Der Bahnhof der Gemeinde befindet sich an der Bahnstrecke Lison–Lamballe und an der Bahnstrecke Mantes-la-Jolie–Cherbourg.

## Geschichte
Während des Zweiten Weltkriegs wurden hier von der deutschen Armee Vergeltungswaffen gelagert.

## Bevölkerungsentwicklung
| Jahr                       | 1962 | 1968 | 1975 | 1982 | 1990 | 1999 | 2006 | 2018 |
| Einwohner                  | 818  | 725  | 729  | 919  | 1146 | 1196 | 1312 | 1418 |
| Quellen: Cassini und INSEE |      |      |      |      |      |      |      |      |

## Sehenswürdigkeiten
- Kloster Sainte-Suzanne aus dem 15. Jahrhundert mit Kapelle, Monument historique seit 1973
- Kirche Saint-Hermeland, Monument historique
- Schloss Sottevast aus dem 18. Jahrhundert

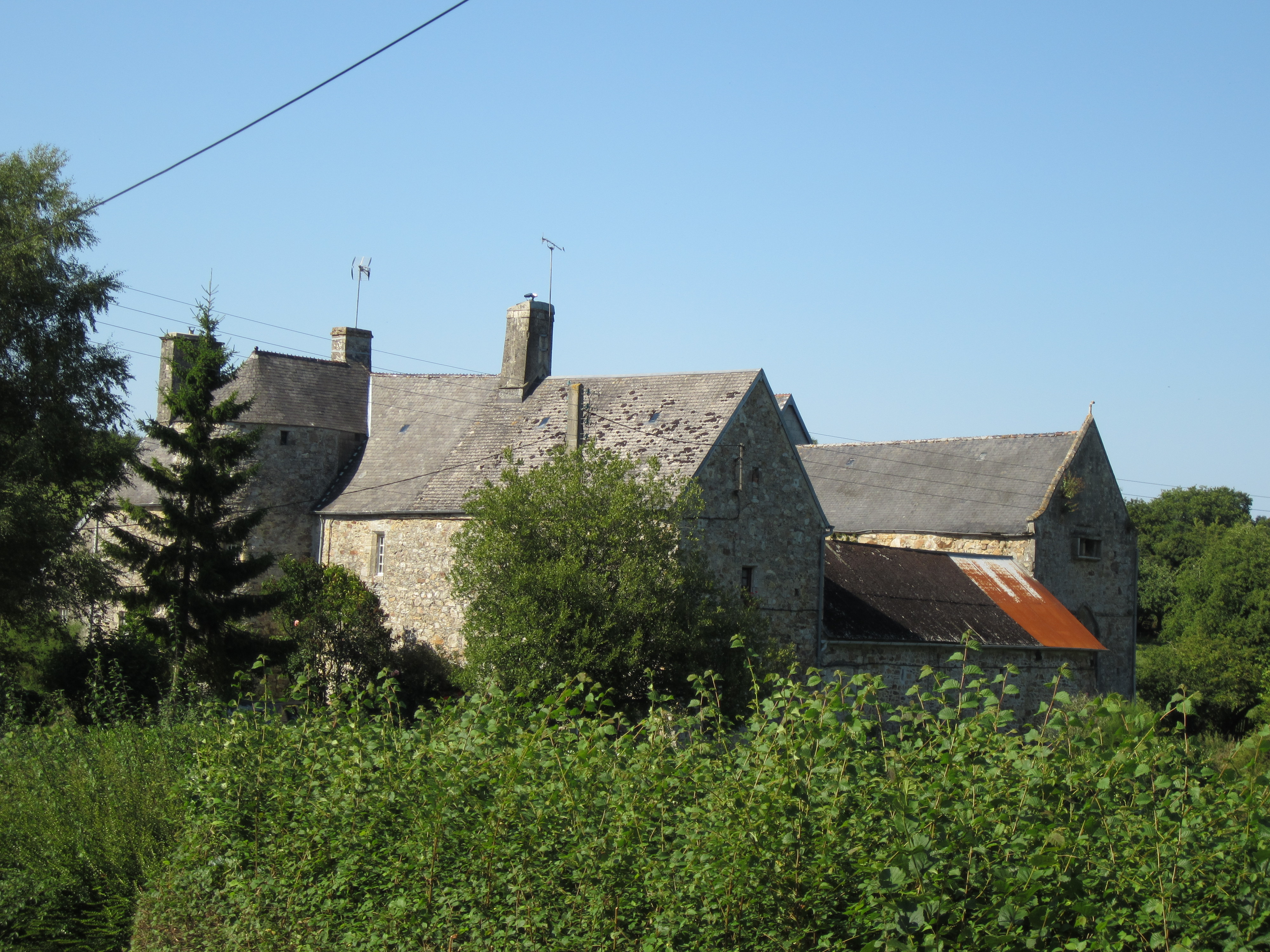
Kloster Sainte-Suzanne mit Kapelle
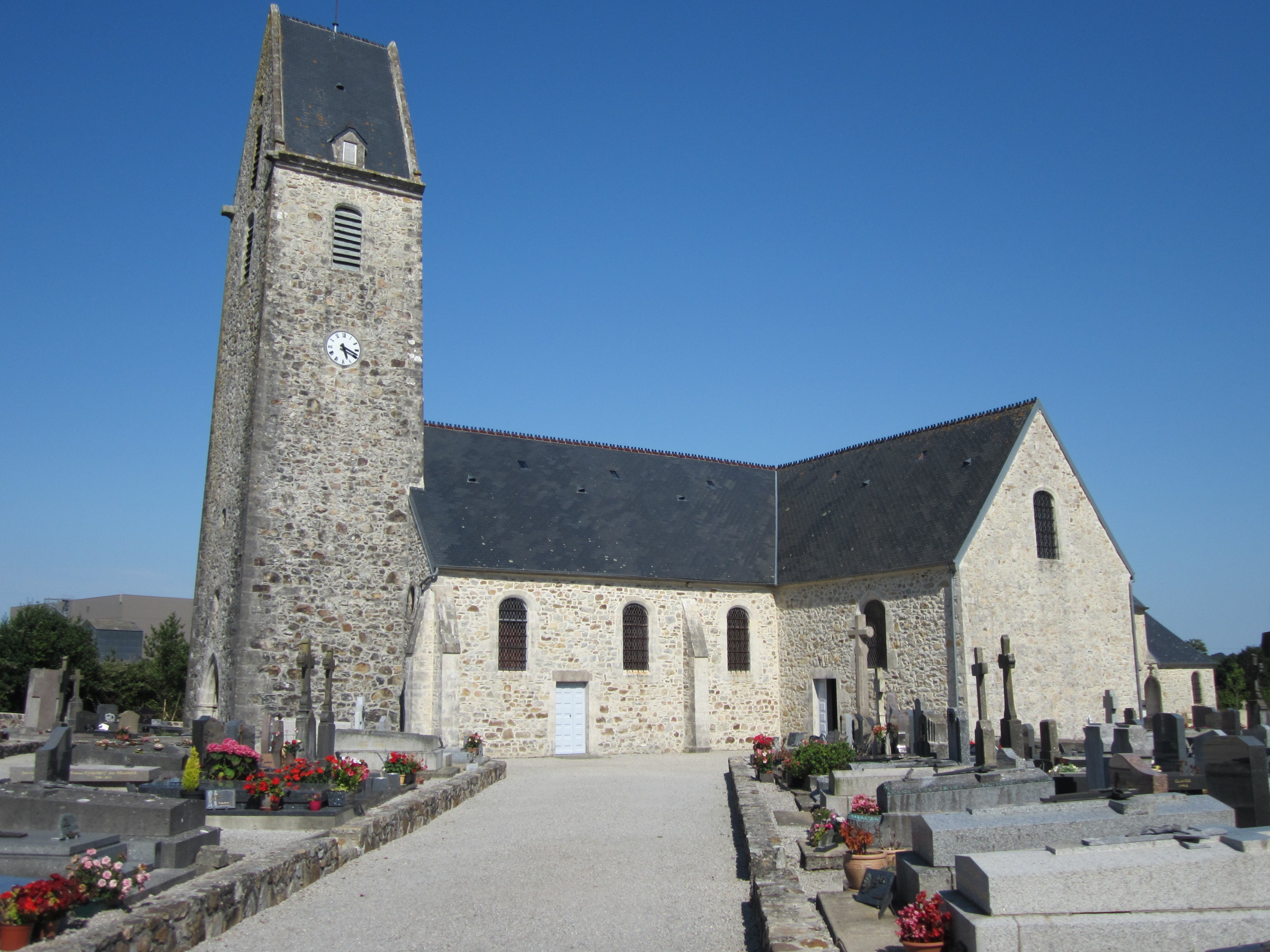
Kirche Saint-Hermeland